# بریتیش اینترنشنال هلی‌کوپترز
بریتیش اینترنشنال هلی‌کوپترز (به انگلیسی: British International Helicopters) یک شرکت هواپیمایی با کد یاتا BS است که در تاریخ ۲۰۰۰ میلادی تأسیس شده‌است. دفتر مرکزی بریتیش اینترنشنال هلی‌کوپترز در فرودگاه کاونتری در بریتانیا واقع شده‌است و قطب این شرکت هواپیمایی در فرودگاه کاونتری، بالگردگاه کاردیف، فرودگاه نیوکوئی کورنوال، فرودگاه ردهیل، فرودگاه انیسکیلن\سنت آنجلو قرار دارد.